# Ki hitte volna?
A Ki hitte volna?  (eredeti címe Cocorico) 2024-ben bemutatott francia filmvígjáték, Julien Hervé rendezésében, Christian Clavier és Didier Bourdon főszereplésével. Két eltérő társadalmi osztályhoz tartozó francia család gyermekei készülnek összeházasodni. Meglepetésként DNS-teszteket készíttetnek szüleiknek. A váratlan eredmények megzavarják a franciák magabiztos önképét, feltárják előítéleteiket más nemzetekről. A film üzenete, hogy valamennyien „kevert fajúak” vagyunk, és ezt elfogadva kellene élnünk.

## Cselekmény
Gérard Martin, erős francia nemzettudattal büszkélkedő Peugeot-kereskedő és felesége bemutatkozó látogatásra készül, hogy megismerje jövendő menyének, fia jövendőbelijének szüleit. Alice szülei hatalmas szőlőbirtok tulajdonosai, lakóhelyük a fényes Bouvier-Sauvage kastély. Az érkező vendégek először Mariát, a portugál házvezetőnőt nézik a ház asszonyának, de a félreértés gyorsan tisztázódik. A várúr, Frédéric Bouvier-Sauvage előkelő francia arisztokrata őseivel dicsekszik, családfáját a kora középkorig vezeti vissza, büszke különleges francia boraira, és finomkodó lenézéssel tekint Gérard-ra, a kispolgárra, aki viszont nehezményezi, hogy az ős-francia Frédéric német Mercedeseket tart a nemzeti Peugeot-k helyett.
A fiatalok bejelentik eljegyzésüket, amit mindenki örömmel fogad, kivéve Frédéric-et, aki sértő módon kifejezést is ad csalódásának, hogy leánya, a történelmi birtok leendő örököse nem megfelelő férjet választott. Alice megfenyegeti apját, hogy nélküle is megrendezik az esküvőt, így nagy nehezen elsimítják a két családfő veszekedését. Meglepetésként ajándékot adnak szüleiknek: titokban gyűjtött DNS-minták alapján Alice munkahelyén, egy biológiai laborban elkészítették a szülők leszármazási eredményét. Némi idegenkedés és aggódás után a szülők megegyeznek, hogy ki-ki sorban felbontja és ismerteti a boríték tartalmát. Elsőként Gérard szembesül azzal, hogy 50%-ban német származásúnak minősül. A világháborúk nyomán a franciák többsége, így Frédéric sem szereti a németeket, „Gerhardt”-nak nevezi és sértegeti Gérard-t. A következő Catherine, Frédéric felesége, aki olasz hercegnők leszármazottjának hitte magát, de a boríték tartalma szerint ősei részben portugálok, akiket Catherine lenéz, szolganépnek tekint. Amikor Maria, a házvezetőnő asszonyát földijeként üdvözli, Catherine sértő módon elküldi. Közben eltörik egy vízcső, javítására Ribeiro urat, a portugál ezermestert hívják, aki azonban esküvőn vesz részt, nem ér rá. Frédéric váratlan ötlettel azt kéri, segítsen honfitársán, a portugál Catherine-on. Ribeiro erre lelkesen kijön, és szintén honfitársként kezeli Catherine-t, aki súlyos megaláztatásként éli meg a helyzetet. A harmadik borítékot Gérard felesége, Nicole bontja fel izgatottan, mert ő nem is ismerte szüleit, akik kiskorában elhagyták. A DNS-eredmény szerint Nicole angol származású, sőt rokonságban áll a brit királyi Windsor–Mountbatten családdal. Roppant büszkeség tölti el, angol szavakat kezd keverni a beszédébe. Frédéric folyamatosan gúnyolódik a többiek egzotikus származásán, de megdöbben, amikor saját borítékjából cseroki indián származása derül ki. A többiek most őt kezdik heccelni, a vendégség felbomlik, mindenki sértődötten hazamegy. A fiatalok szenvednek szüleik makacssága miatt.
Otthon mindenki nyomozni kezd. Gérard Martin kérdőre vonja saját apját, aki bevallja, hogy ő bizony németnek született, ma is a német focicsapatnak drukkol, de a franciák előtt titkolja. Sőt, Gérard igazi keresztneve is Gerhardt. A lelke mélyéig megrendült Gérard némi habozás után vásárol egy német Mercedest. Felesége Nicole közben beleássa magát a brit királyi ház történetébe, végigkutatja a Windsorok családfáját. Frizuráját, külsejét, ruháit átalakítja Erzsébet királynő stílusában. Frédéric, a kastély büszke ura belebetegszik a gondolatba, hogy évszázados francia arisztokrata ősei közé hogyan keveredhetett indián vér. Közben maga is elkezd indián módra érezni. Jól berúg, és egy western kocsmában ledönti Buffalo Bill szobrát, akit felelősnek tart a bölények kipusztításáért és a cseroki nép kifosztásáért. A rendőrség beviszi, csak felesége, Catherine könyörgésére engedik el, aki azzal mentegeti férje viselkedését, hogy az imént kapott tragikus híreket a családjáról… A padláson kutatva Frédéric egy régi fényképet talál, amelyen saját dédanyja, Cassandra de Janzac látható 1905-ben, belekarolva egy cseroki törzsfőnökbe, aki Buffalo Billt kísérte a párizsi világkiállításra…
Catherine megállapítja, hogy macskája nem perzsa, hanem tunéziai származású, de úgy dönt, megtartja. Portugálul kezd tanulni, majd meglátogatja házvezetőnőjét, Mariát, és bocsánatot kér tőle. Párizsban a brit nagykövetség tisztviselője fogadja Nicole-t, és elismeri, hogy ő tényleg leszármazottja a Windsor háznak: egy elszegényedett középkori angol lovag törvénytelen utódja, sem nemesi címre, sem birtokra nem jogosult. A nagy csalódás után Nicole és Gérard már csak nevetnek az egészen. Frédéric bevallja Catherine-nak, hogy éppen délszaki (portugál) érzékiségébe szerelmes. Frédéric elégeti bűnös dédanyja portréját, majd egy üveg borral elmegy Gérard-hoz (aki bajor kalapban és bőrnadrágban fogadja), és ők is kibékülnek. Közben megszületik az első unoka, Alice és François közös gyermeke, az esküvőt már vele együtt tartják. A díszebéden a két büszke nagyapa arról beszél, a trónörökös vajon a Martin-féle Peugeot-szalont vagy a Bouvier-Sauvage borgazdaságot fogja-e szívesebben irányítani?

## Szereposztás
| Szerep                                         | Színész            | Magyar hangja (1. szinkron, 2024) |
| ---------------------------------------------- | ------------------ | --------------------------------- |
| Frédéric Bouvier-Sauvage, borász               | Christian Clavier  | Szacsvay László                   |
| Catherine Bouvier-Sauvage, a felesége          | Marianne Denicourt | Németh Borbála                    |
| Alice Bouvier-Sauvage, a lányuk                | Chloé Coulloud     | Mentes Júlia                      |
| Gérard Martin, autókereskedő                   | Didier Bourdon     | Kerekes József                    |
| Nicole Martin, a felesége                      | Sylvie Testud      | Majsai-Nyilas Tünde               |
| François Martin, a fiuk                        | Julien Pestel      | Bolba Tamás                       |
| Maria, a Bouvier-Sauvage kastély házvezetőnője | Sophie Froissard   | Szabó Zselyke                     |
| M. Ribeiro, vízvezetékszerelő                  | Johann Dionnet     | Pál Tamás                         |
| M. Martin, Gérard apja                         | Patrick Préjean    | Barbinek Péter                    |
| Fodrásznő                                      | Charline Paul      | Csifó Dorina                      |
| Jean-Michel Pitou, zsandár                     | Philippe Vieux     | Szabó Andor                       |
| Követségi titkár                               | Damien Bellard     | Molnár Levente                    |
| Genealógus, családfakutató                     | Laurent Joly       | Seder Gábor                       |

## További információ
- Ki hitte volna? a PORT.hu-n (magyarul)
- Ki hitte volna? az Internet Movie Database-ben (angolul)
- Ki hitte volna? a Box Office Mojón (angolul)
- Cocorico (2024) (francia nyelven). AlloCiné.fr
- Oh la la - Wer ahnt denn sowas? (német nyelven). Filmdienst.de
- Ki hitte volna? (2024), filmelőzetes (magyar nyelven). Mafab.hu
- Ki hitte volna? (2024) Magyar nyelvű film (magyar nyelven). 1huron.blog.hu, 2024. május 7.